# Маалуф
Маалуф (араб. معلوف, латиніз. Maʿlūf) — один з найдавніших арабських родів християнського віросповідання, що існує досі. Ім'я Маалуф зафіксоване у найдавнішому переліку племен мусульманських завойовників Сирії VI століття. Відомі предки родини Маалуф з IV століття. Особливо багато представників родини Маалуф мешкає в Лівані.

## Персоналії
- Амін Маалуф (* 1949), французько-ліванський письменник.
- Фаді Маалуф (* 1979), ліванський співак
- Ібрагім Маалуф (* 1980), французько-ліванський музикант, композитор та викладач.
- Насрі Маалуф (1911–2005), ліванський політик